# Anastasij Bratanovskij
Anastasij Bratanovskij, född 1761, död 1816, var en rysk predikant och homiletisk skriftställare.
Bratanovskij var först munk, sedan arkimandrit för flera större ryska kloster och slutligen ärkebiskop i Astrachan.
Hans predikningar såväl som hans vetenskapliga arbeten tjänar än i dag som mönster för den ryska kyrkans predikanter.